# Calligrapha vicina
Calligrapha vicina är en skalbaggsart som beskrevs av Schaeffer 1933. Calligrapha vicina ingår i släktet Calligrapha och familjen bladbaggar. Inga underarter finns listade i Catalogue of Life.

## Bildgalleri

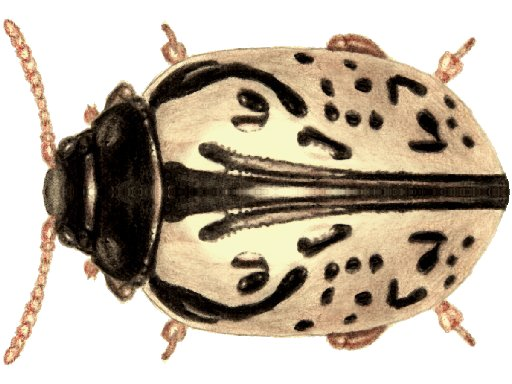